# Licence multiple
 (décembre 2017).
Si vous disposez d'ouvrages ou d'articles de référence ou si vous connaissez des sites web de qualité traitant du thème abordé ici, merci de compléter l'article en donnant les références utiles à sa vérifiabilité et en les liant à la section « Notes et références ».
Le concept de licence multiple (généralisation de la double licence) est de proposer un travail non pas sous une licence unique, mais en offrant un choix restreint de licence, pour permettre une plus grande flexibilité.

## Intérêt
Cette flexibilité peut-être pour le producteur ou pour l'utilisateur :
- Perl a une double licence permettant de choisir soit GPL, soit Artistic License, l'utilisateur choisissant.
- Qt avait, avant sa version 4.5, une double licence GPL pour les projets libres et payant et propriétaire pour les projets dont le code source est fermé. Ici, c'est le producteur (Nokia, développeur de Qt), qui décide. Depuis sa version 4.5, Nokia a ajouté une licence GNU LGPL qui autorise le développement d'applications à code source fermé.